# デイヴ・グレゴリー

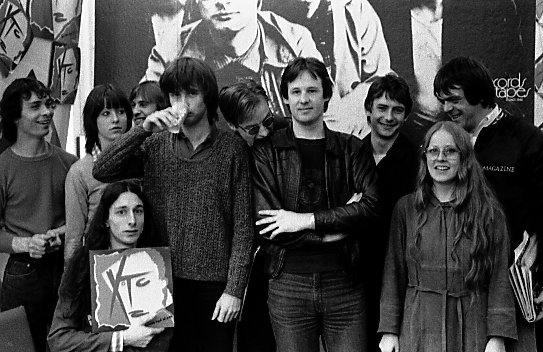
XTCとファンと（1980年）

デイヴ・グレゴリー（Dave Gregory、1952年9月21日 - ）は、スウィンドン出身のイングランド人ギタリストで、ロック・バンドのXTCとの仕事で最もよく知られている。彼はシングル「Life Begins at the Hop」（1979年）からアルバム『アップル・ヴィーナス・ヴォリューム 1』（1999年）の初期セッションまでの間、グループのメンバーを務め、ギター、キーボード、そして時としてストリングスのアレンジを提供した。

## 略歴
デイヴ・グレゴリーはXTCのリード・ギタリストとして、1979年にアルバム『ドラムス・アンド・ワイアーズ』をレコーディングする直前から、バリー・アンドリューズの後任として、1999年にバンドを脱退するまで活躍した。また、キーボードとバック・ボーカルを作品に提供してきた。
XTC脱退後、グレゴリーはピーター・ガブリエル、エイミー・マン、カッド (Cud)、マーク・アーモンド、ビンゴ・デュランゴ (Bingo Durango)、ジョニー・ヘイツ・ジャズ、ジェイソン・ドノヴァン、マーティン・ニューウェル、ルイ・フィリップ、ルル、マーク・オーエン、R.スティーヴィー・ムーアなどのアーティストと仕事しており、セッション・ミュージシャンとして非常に重宝された。スティーヴ・ホガースの「h-Band」に定期的に関わっているグレゴリーは、ポーキュパイン・ツリーの6枚目のアルバム『ライトバルブ・サン〜太陽電球』のストリングス・アレンジや、ダブリンのグループであるパグウォッシュ (Pugwash)などの作品にも貢献している。
2009年8月16日、イングランドのプログレッシブ・ロック・バンド、ビッグ・ビッグ・トレインが公式ブログにて、グレゴリーが6枚目のスタジオ・アルバム『The Underfall Yard』にゲスト・ミュージシャンとして参加することを発表した。その後、グレゴリーはビッグ・ビッグ・トレインのEP『Far Skies Deep Time』にも参加。アルバム『English Electric Part One』（2012年）で初めてバンド・メンバーとしてリストされ、それ以降、少なくとも国際的なパフォーマンスのためにビッグ・ビッグ・トレインから降りることを決定した2020年の初めまで、すべてのアルバムに参加している。「私はビッグ・ビッグ・トレインのなかで私が果たした役割を誇りに思っており、バンドでのこの10年間をとても楽しんでいます。将来、ビッグ・ビッグ・トレインと関わり続けることは楽しみです」。
グレゴリーはまた、元Stamford Ampのシンガーであるマーク・キルミンスター、ギタリストのダニエル・スタインハート、ドラマーのダグラス・ムサードをフィーチャーするグループ、ティン・スピリッツ (Tin Spirits)のメンバーとなっている。バンドは、2011年4月1日に最初のアルバム『Wired to Earth』をリリースした。ティン・スピリッツは、2011年3月27日にオランダのポートゼランドで行われた「Marillionweekend」の期間中にマリリオンをサポート。グレゴリーは、スティーヴ・ホガースとリチャード・バルビエリによる2012年のアルバム『Not the Weapon but the Hand』にもゲストとして参加している。2013年、グレゴリーは 『1001 Guitars to Dream of Playing Before You Die』という本に寄稿した。グレゴリーは、2020年初頭にビッグ・ビッグ・トレインを脱退した。

## 私生活
グレゴリーは糖尿病を患っている。2004年に糖尿病網膜症がそのキャリアを終わらせるほどに彼を脅かしたが、その後、完全に回復した。